# Коробовщина (Могилёвская область)
Коробовщи́на (бел. Карабаўшчы́на) — деревня в составе Глушанского сельсовета Бобруйского района Могилёвской области Республики Беларусь.

## Население
- 2010 год — 5 человек